# Dominik Oesterreicher
Dominik Oesterreicher (Österreicher) mladší (2. srpna 1750, Jihlava - 12. března 1809, Krakov) byl pozdně barokní malíř pocházející z Jihlavy. Působil jako profesor Jagelonské univerzity v Krakově.

## Život
V Jihlavě žijící malířská rodina Österreicherů byli strýcové Dominika Oesterreichera. Starší František Österreicher (1707–1787) se vyučil u malíře Václava Jindřicha Noska a je autorem obrazu čtyř církevních otců v chóru kapucínského kostela a obrazu sv. Apollonie v jezuitském kostele. Později nastoupil do armády k dělostřelectvu a malování se věnoval ve volném čase.
Františkův mladší bratr Dominik Österreicher (1721–1790) se vyučil u svého bratra a maloval oltářní obrazy. Byl autorem obrazu Ukřižování na dvoře fary kostela sv. Kříže.
Jeho jmenovec, Dominik Oesterreicher mladší, byl synovcem obou bratrů a synem jihlavského chirurga a obchodníka s pivem. Studoval dva roky malířství na vídeňské Akademii a poté strávil několik let v Benátkách, Římě a Neapoli. Zde se seznámil s polským osvícenským teologem a politikem Hugo Kollatajem, který ho roku 1777 pozval do Krakova. Tam Oesterreicher nejprve pobýval na dvoře Stanisława Augusta Poniatowského a od roku 1782 působil jako profesor na Jagellonské univerzitě a byl také spoluautorem školských reforem. Příjmy z rodinné jihlavské firmy mu po celý život zajišťovaly finanční nezávislost.
Ještě před odjezdem do Krakova se v Jihlavě oženil a s manželkou Rozalií (roz. Prakeschovou) měl 12 dětí, z nichž dvě se dožily dospělosti.
Jeho koníčkem byla lepidopterologie a jeho syn Alois, který změnil jméno na Alois Raphael Estreicher (1786–1852) se později stal známým polským botanikem, zakladatelem tamější botanické zahrady, profesorem a rektorem Jagellonské univerzity.
Byl zakladatelem dynastie polských literárních historiků, kteří postupně zpracovali bibliografii Polska ve 34 svazcích. Jeho vnuk Karol byl povýšen do šlechtického stavu. Rodina Estereicherů má v Krakově muzeum.
Dominik Oesterreicher je pohřben v Krakově na hřbitově Rakowicki, kde má epitaf.

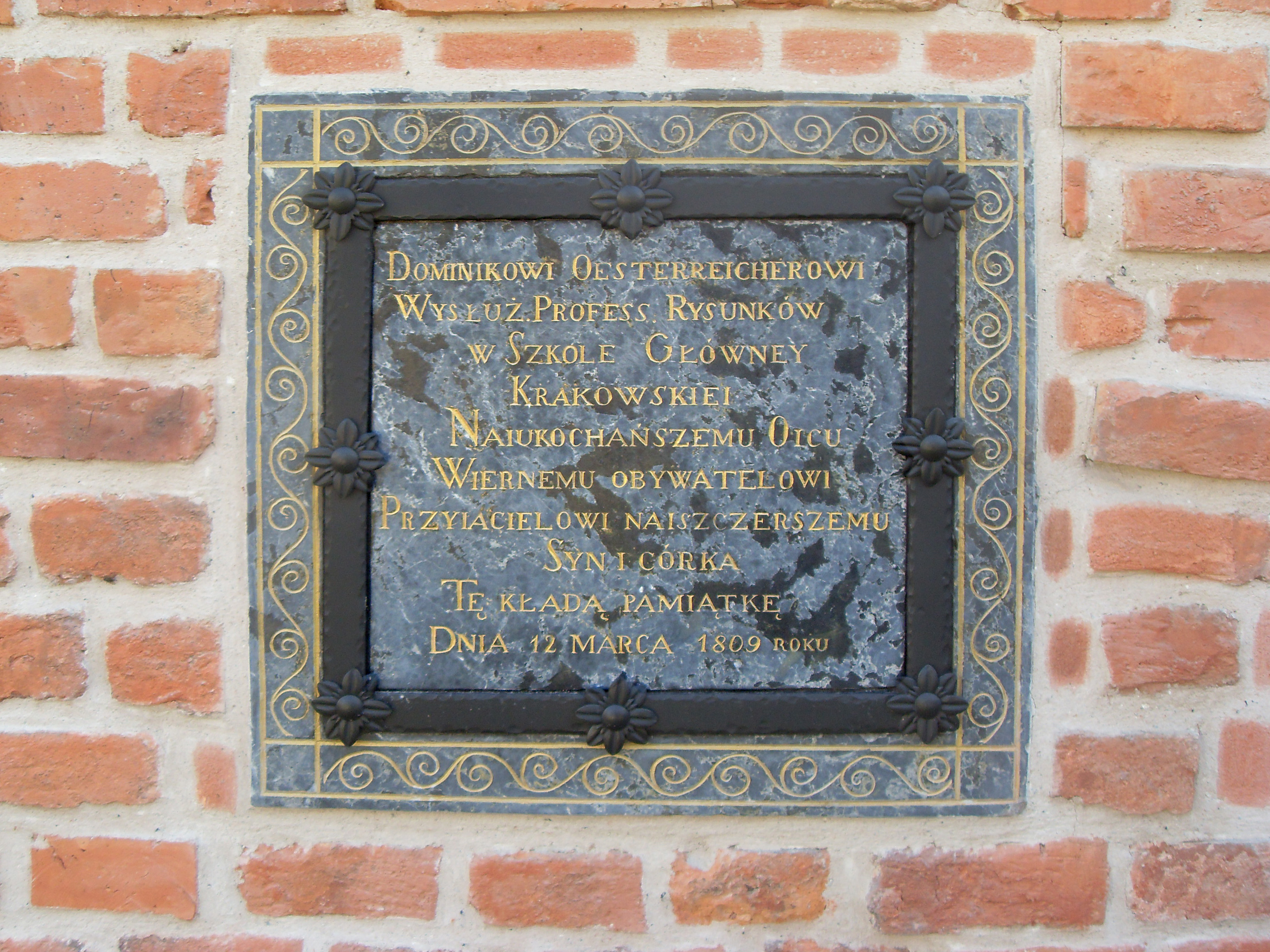
Epitaf D. Oesterreichera

## Dílo
V Jihlavě byl v kostele sv. Jakuba jeho obraz sv. Jeronýma.
V Krakově působil jako malíř historických scén, náboženských témat, krajin a portrétů členů královské rodiny. V tamější katedrále sv. Stanislava a sv. Václava na Wawelu jsou Oesterreicherovy obrazy sv. Augustin a sv. Jeroným na poušti. Jeho obrazy jsou ve sbírkách Jagellonské univerzity (obraz Alexandr Veliký v Delfách) a sbírce Krakovské společnosti přátel umění.
Ozdobil freskami některé domy - mimo vlastního domu na Štěpánském náměstí (nezachováno) také např. palác Krzysztofory na hlavním náměstí.
Byl známý také jako tvůrce intarzovaného ebenového nábytku ve stylu podobném tomu, který pro francouzského krále Ludvíka IV. tvořil André-Charles Boulle. V královských lázních ve Varšavě se nachází jeho intarzovaný stůl zhotovený pro krále Stanisława Augusta Poniatowského.

## Odkazy

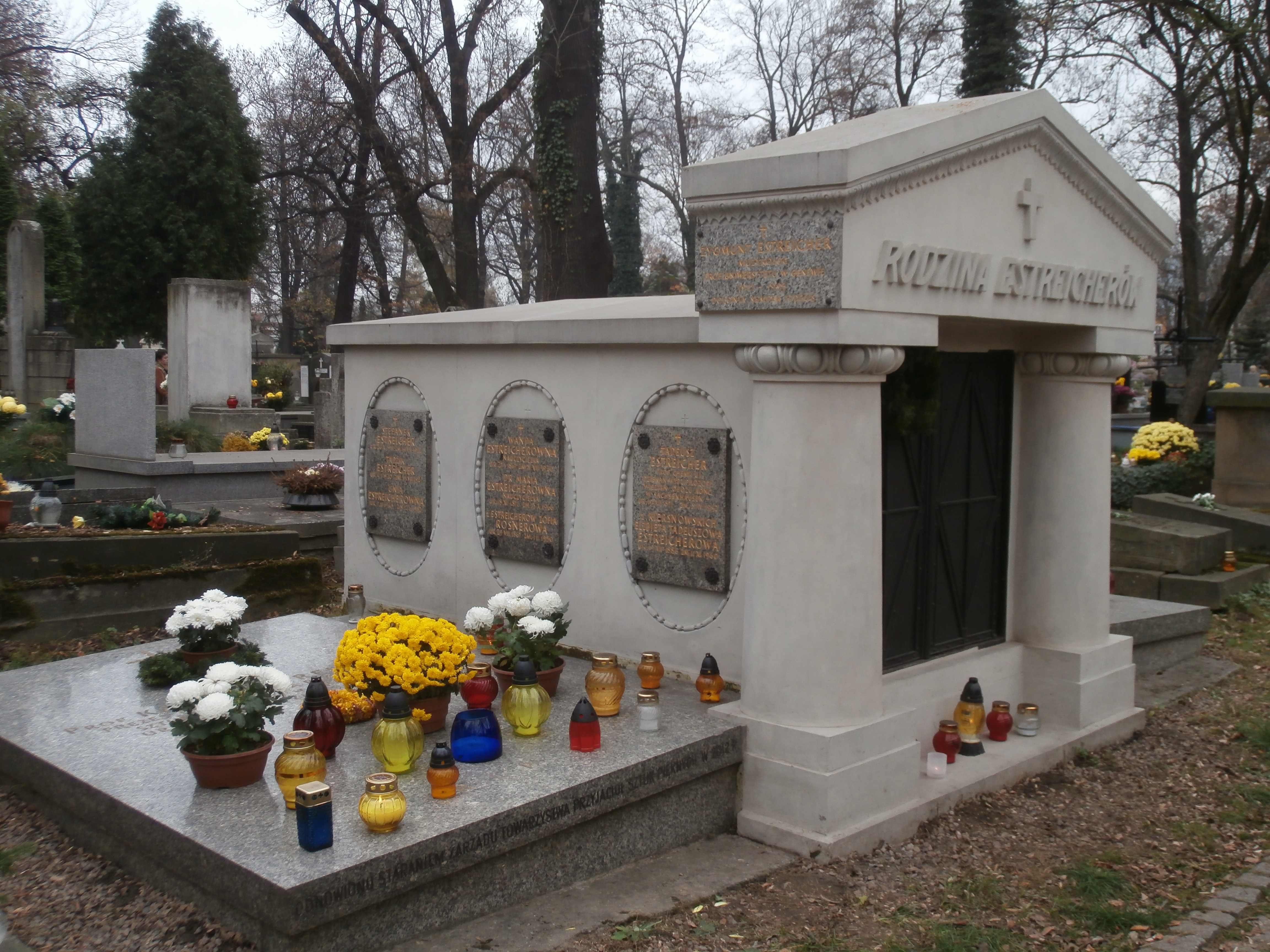
Hrobka Estreicherů, hřbitov Rakowicki, Kraków